# Rafiq Zakaria

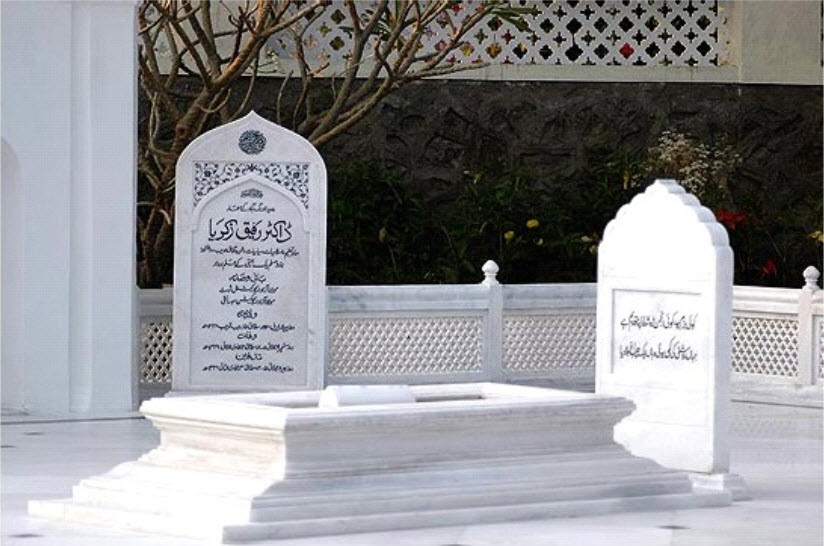
Grab von Rafiq Zakaria, Rauza Bagh Aurangabad.

Rafiq Zakaria (* 5. April 1920 in Nala Sopara; † 9. Juli 2005 in Mumbai) war ein indischer Politiker, Jurist und Autor politischer Bücher.

## Leben
Zakaria war ein Veteran der Kongresspartei und bekleidete nach der Unabhängigkeit eine Vielzahl öffentlicher Ämter, z. B. als Staatsminister im Bundesstaat Maharashtra, Mitglied des indischen Parlaments und als Botschafter bei den Vereinten Nationen.
Er studierte Jura zuerst in Mumbai, dann in London, wo er seinen Doktorgrad erhielt. Er praktizierte dort als Barrister am Lincoln’s Inn, und später in Mumbai als Generalstaatsanwalt.

## Werke
- A Study of Nehru
- The Man Who Divided India
- Rise of Muslims in Indian Politics, 1973, ISBN 0856260452
- The Struggle Within Islam: The Conflict Between Religion and Politics, 1990, ISBN 0140107940
- The Price of Partition
- Gandhi and The Break-up of India
- Communal Rage In Secular India